# Emil Vaker
Emil Vaker (född Henriksson), född 9 december 1973 i Överjärna församling, Stockholms län, är en svensk musikproducent, musiker och låtskrivare.

## Låtar
Låtar skrivna av Vaker.
- 2015 – With the sun med Indigo Fields (skriven tillsammans med Indigo Fields).[3]

- 2022 – Dream on med Maja Jakobsson (skriven tillsammans med Henric Pierroff, Maja Jakobsson och Evelina Carlsson och Jonas Thander).[4]

- 2022 – Pawn in a Game med Dario (skriven tillsammans med Karin Pierroff och Henric Pierroff).[5]

### Melodifestivalen
- 2023 – Länge leve livet med Eva Rydberg och Ewa Roos  (skriven tillsammans med Kalle Rydberg och Henric Pierroff).